# Karwia Struga
Karwia Struga (do 1945 niem. Kälber Bach) – struga w północno-zachodniej Polsce, w woj. zachodniopomorskim, w powiecie polickim. Płynie przez Równinę Wkrzańską na obszarze Puszczy Wkrzańskiej. 
Wypływa na bagnach z Trzebierskich Lasów. Biegnie w kierunku wschodnim i wpada do Roztoki Odrzańskiej przy Struskich Bagnach, na południowy wschód od Trzebieży.
Nazwę Karwia Struga wprowadzono urzędowo rozporządzeniem w 1949 roku, zastępując poprzednią niemiecką nazwę strugi – Kälber Bach.